# Slaget vid Ranängen
Slaget vid Ranängen (eller slaget vid Randängen) var ett fältslag i närheten av Göteborg mellan dansk-norska och svenska trupper under slutskedet av Hannibalsfejden i augusti 1645. För att kunna belägra Göteborg hade en dansk-norsk armé under befäl av Hannibal Sehested gått över Göta älv och närmade sig staden, då svenska trupper under befäl av Lars Kagg först spärrade vägen vid Ranängen söder om Säveån, och därefter gick till motanfall. De hårt trängda dansk-norska trupperna tog sig tillbaka över älven till Hisingen vid Lärje och ytterligare strider uppstod med de förföljande svenskarna framförallt vid höjderna sydväst om Bohus fästning. Striderna avbröts några dagar senare när de stridande fick information om freden i Brömsebro.

## Inledning
I november 1644 anföll den svenske marskalken Lennart Torstenson danska Jylland söderifrån på order av Riksrådet i Sverige och startade därmed det så kallade Torstensonskriget. Utefter norska gränsen från Jämtland till Bohuslän gick norska trupper från maj 1644, under ståthållaren i Norge, Hannibal Sehested, till motoffensiv in i Sverige och startade därmed den så kallade Hannibalsfejden. Syftet var dels att hindra svenska trupper från att sättas in i kriget i Skåne och Danmark, dels att om möjligt belägra Göteborg – Sveriges, vid denna tid, enda hamn i väster. För att helt innesluta Göteborg krävdes också dansk-norska örlogsfartyg och ytterligare trupper ifrån danska Halland. Kommendant i Göteborg var överste Nils Assersson Mannersköld, och till sjöss förde amiral Anckarhjelm befälet. Under 1644 och början av 1645 förekom mindre strider både till lands och sjöss i Göteborgsområdet, för övrigt bevakade man varandra. På våren 1645 byggdes en fördämning, även kallat sänkverk, av Sehesteds dansk-norska trupper vid Bohus fästning för att skära av förbindelserna till Göteborg via Göta älv. Svenska trupper och uppbådade bönder höll vakt utefter östra stranden av Göta älv, främst runt Bohus, samt vid viktiga knutpunkter runt Göteborg till exempel Landvetter, Mölndal och Lerum. Den sistnämnda var en viktig vägknut med förbindelser både mot Västergötland, Halland och Götaälvdal.

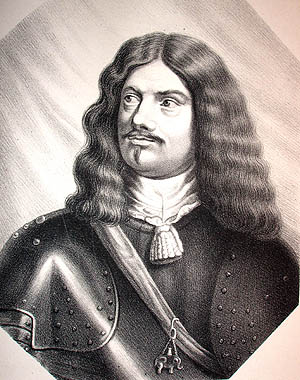
Hannibal Sehested

## Förberedelser
I slutet av maj 1645 slogs ett danskt anfall tillbaka då en dansk invasionsflotta under amiral Ove Giedde stoppades vid älvmynningen av Anckarhjelms fartyg. I en storm natten till den 25 maj gick bland annat det danska amiralsskeppet St. Sofia med 54 kanoners bestyckning på grund och sjönk söder om Buskär mellan Vinga och Galterö. I en ryttarstrid vid Landvetter den 27 maj med cirka 500 man kavalleri från vardera sidan stoppades en dansk framryckning under ståthållaren på Varbergs fästning, Iver Krabbe, av Västgöta ryttare under överste Harald Stake. De danska trupperna återvände därefter till Kungsbacka. Då de dansk-norska trupperna fick förstärkningar under sommaren kom generalmajor Lars Kagg till Göteborg den 10 juli med ytterligare svenska trupper. Lars Kagg tog samtidigt också befälet över de svenska trupperna i Göteborgsområdet. Enligt order från Riksrådet i Sverige den 2 juli fick de svenska trupperna inte företa några egna offensiva operationer, utan skulle förhindra dansk-norska anfall alternativt invänta ett nära förestående fredsavtal. Från dansk-norsk sida hade order getts till Iver Krabbe i Halland att hålla sig beredd med trupper vid Kungsbacka och fortsätta norrut runt Göteborg när Sehested hade fått kontakt med svenska trupper norr om staden. För att förhindra detta fanns Harald Stake med en svensk styrka väntande vid Landvetter.

## Sehesteds anfall

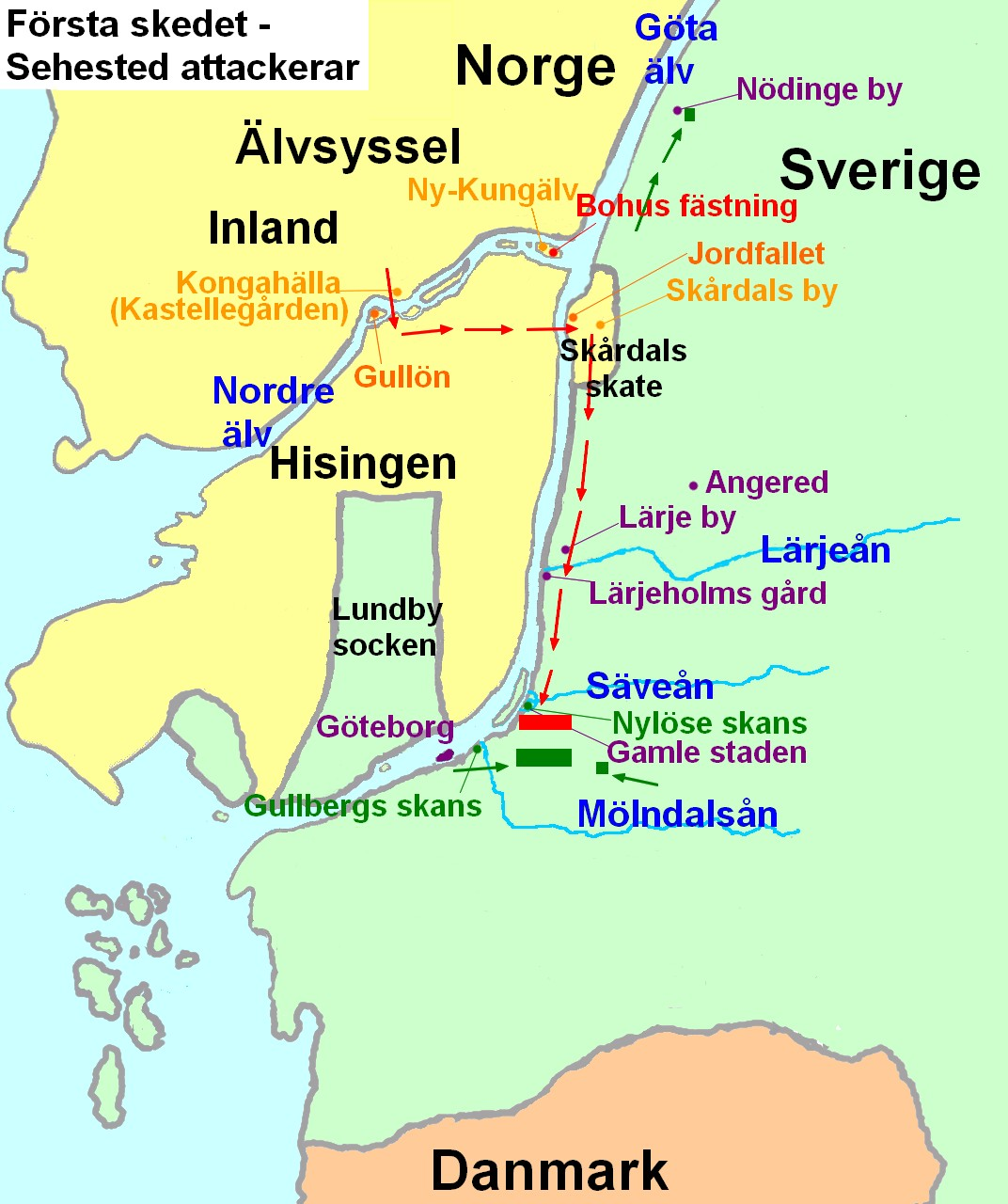
Slagets första skede. Svenska förflyttningar i grönt, norsk-danska i rött.

Den 1 augusti 1645 gick Sehested med 600 man kavalleri, 300 dragoner och 3 500 man fotfolk över Nordre älv till Hisingen vid nuvarande Kastellegården. Natten till den 2 augusti lades en flottbro tillfälligt ut vid Jordfallet och den 2 augusti gick hela hären över till östra stranden av Göta älv, dels på flottbron och dels på det tidigare gjorda sänkverket. Samtidigt placerades en kanonpråm söder om flottbron med sex stycken 12-punds kanoner, riktade söderut. Då ett pund är cirka ett halvt kilo, var vikten på kanonkulorna i detta fallet cirka sex kilo. En liten svensk styrka norr om Skårdal drog sig tillbaka in i skogen vid Nödinge och de dansk-norska trupperna förföljde dem inte, utan slog läger vid Skårdal. 
I gryningen den 3 augusti skickade Sehested en liten styrka söderut mot Lärje för att undersöka styrkan hos de svenska trupperna, samt om möjligt ta fångar för att få mera information. Patruller kom snart tillbaka och meddelade att de svenska dragonvakterna vid Lärje och Hospitalet (norr om Gamlestaden) hade lämnat sina poster och dragit sig tillbaka mot Nya Lödöse.
Överste Taylor i Sehesteds armé skickades snabbt söderut för att med 100 ryttare, 100 dragoner, 100 "fyrrörer" samt 800 man fotfolk förfölja svenskarna söderut. Nylöse bro över Säveån var kontrollerad av en svensk skans med  8- och 12-punds kanoner (4 och 6 kg kulor) där svenskarna, bland annat med delar av Göteborgs stadsvakt, först besköt överste Taylors manskap men utan att orsaka någon större skada. Då de anfallande norsk-danska trupperna dels gav eld med musköter och "fyrrör", dels tog sig ner under bron för att komma inpå skansen, satte svenskarna eld både på bro och skans. Därefter drog de sig tillbaka mot Gullbergs skans och en så kallad "travers", det vill säga en tillfällig försvarslinje, mellan ett sankt område vid Gullbergsäng norr om Gullbergs skans, och Göta älv. Gården Lärjeholm, som vid denna tid ägdes av den svenska fältherren Carl Gustav Wrangel, brändes ner av de dansk-norska trupperna.

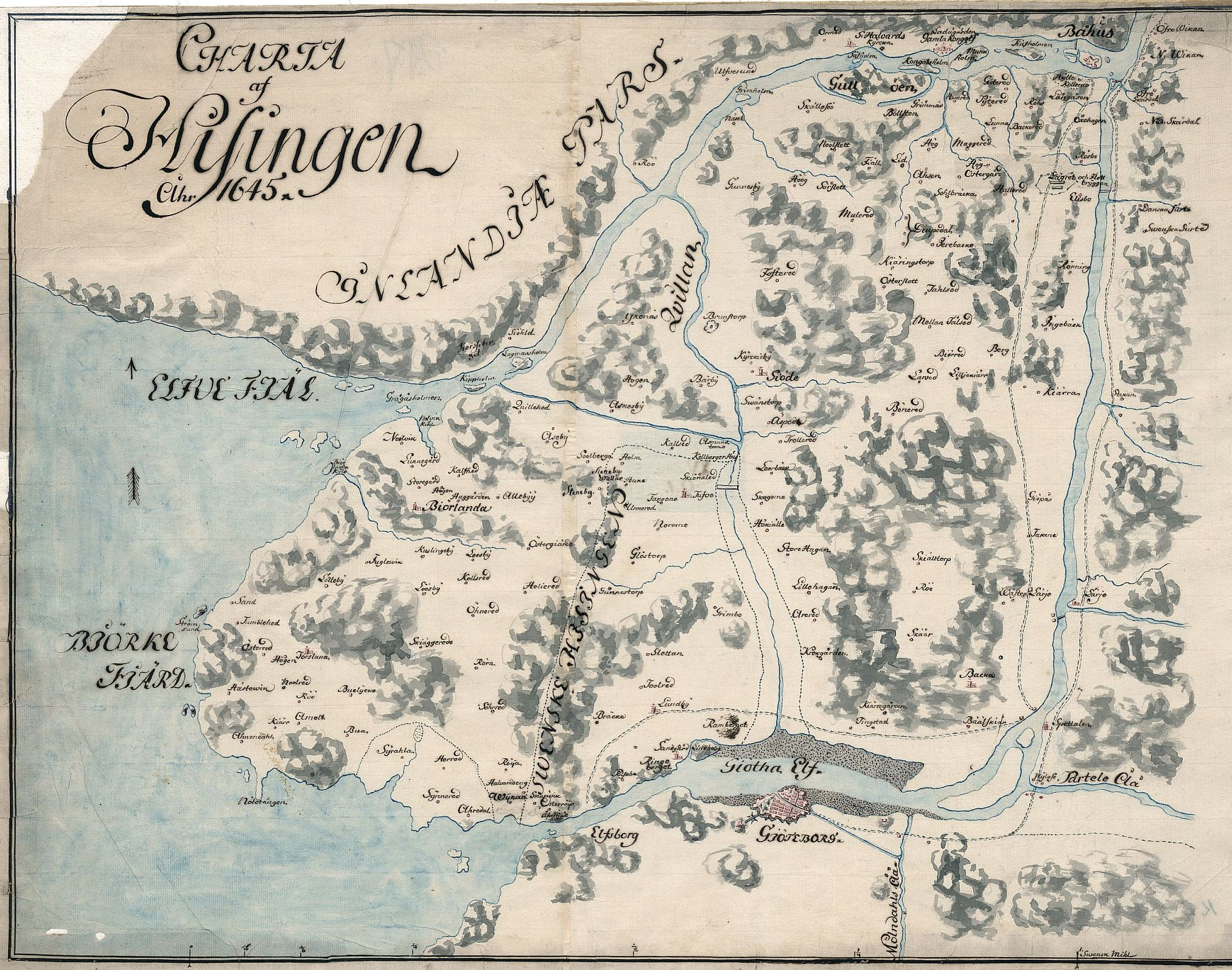
Hisingen med omnejd. Slagfält i augusti 1645.

Den 4 augusti ryckte Sehested med huvudstyrkan från Skårdal ner mot Gullbergsäng och flottbron vid Skårdal drogs in. Vid middagstid lades en ny flottbro ut vid Lärje, och den försvarades på östra stranden med ett hornverk, och dessutom fanns en halvmåneformad försvarsvall på Hisingssidan. Vid Lärjeholm posterades 500 dansk-norska musketörer, och i passet norr om gården posterades 100 ryttare ifall det skulle komma ett svenskt angrepp norrifrån. Vid Lundby på Hisingen förlades 100 dragoner (Lundby socken var svenskt område), för att hindra en eventuell svensk övergång av älven vid Lindholmen.

### Slaget vid Ranängen
Sehested hade ställt upp sina trupper till största delen i slagordning norr om Säveån, "omkring en sextondedels mil från Göteborg". Svenskarna marscherade från Göteborg upp mot försvarslinjen vid Gullbergsäng norr om Mölndalsån med åtta kompanier ryttare, fyra kompanier dragoner, åtta fanor fotfolk samt åtta fältstycken (med 1,5 kg kulor), och fyra st 18-punds kanoner (9 kg kulor).

Då mindre strider började uppstå mellan respektive förtrupper, drog sig svenskarna tillbaka för att lura de dansk-norska trupperna in på sankmarkerna intill Gullbergsäng. Dessutom försökte svenskarna, genom att skjuta dansk lösen, eventuellt i samband med ett rytterianfall av Harald Stakes ryttare från Härlandavägen, att lura Sehested att tro att Iver Krabbes styrka var i antågande. Ingendera av svenskarnas krigslister fick den dansk-norska trupperna att gå över Säveån i någon större omfattning.

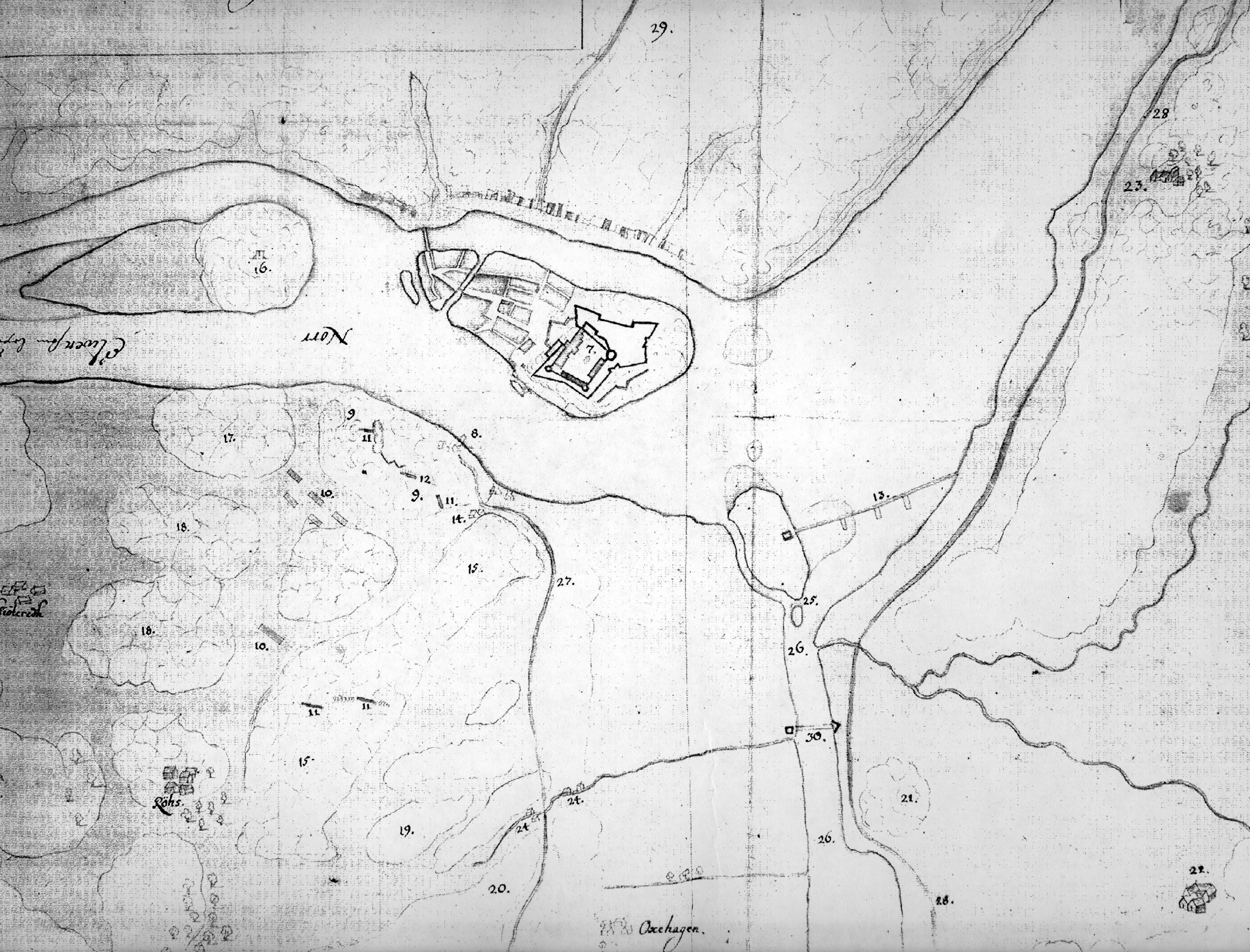
Detalj från karta över den svenska belägringen av Bohus i augusti 1645.

Samtidigt, längre norrut, hade en grupp på cirka 100 dansk-norska ryttare under kapten Jørgen Bjelke anfallit de svenska ryttare som från Nödinge hade återtagit sin position vid Skårdal. Med danska ryttare bakom sig norrifrån, älven på ena sidan och berg på andra, fanns bara vägen söderut öppen för de svenska ryttarna att snabbt komma undan. Då man i flykten stötte på den norska ryttarstyrkan norr om Lärjeholm lämnade denna sin ställning och alarmerade musketörerna vid Lärjeholm. Svenskarna kunde nu komma bort från älvdalen genom att vika av mot Angered, och Bjelkes soldater återtog sin postering vid Skårdal. Under tiden gick meddelandet om den svenska attacken av okänd styrka på den dansk-norska eftertruppen, fram till Sehested.
Informationen om anfallet på eftertruppen gjorde att Sehested drog styrkan bakåt till slätten mellan Göteborgs hospital norr om Nya Lödöse, och Lärje. I samband med denna manöver gick hospitalet vid älven upp i lågor, och ett antal personer brändes inne. Då Sehested fick information om att Krabbe inte syntes till, ingen hjälp fanns från danska flottan och svenskarnas attack på eftertruppen, beordrade han sina trupper tillbaka över älven till Hisingen via bron vid Lärje. Under kvällen och natten tog sig trupperna över älven och stannade på Hisingssidan i slagordning, och bara överstelöjtnant Gersdorffs dragoner blev kvar på östra sidan för att försvara bron. Den svenska förstörelsen av bron över Säveån gjorde att de hade svårt att förfölja norrut.
Ranängen, Ranängarna även Randängen, var benämningen på de ängs- och åkermarker som låg väster om Ranberget i Örgryte socken i nuvarande stadsdelarna Gårda och Olskroken i Göteborg. Området avgränsades i väster av Mölndalsån och Gullbergsån samt i norr av Säveån. Namnet återfinns 1546 i namnformen Rannegiærde, Randängen 1692, där förleden är det västsvenska naturnamnet rand, här använt om bergrand eller -kant av närheten till Ranberget (även Ranbergen).

### Svenskarna går till motanfall

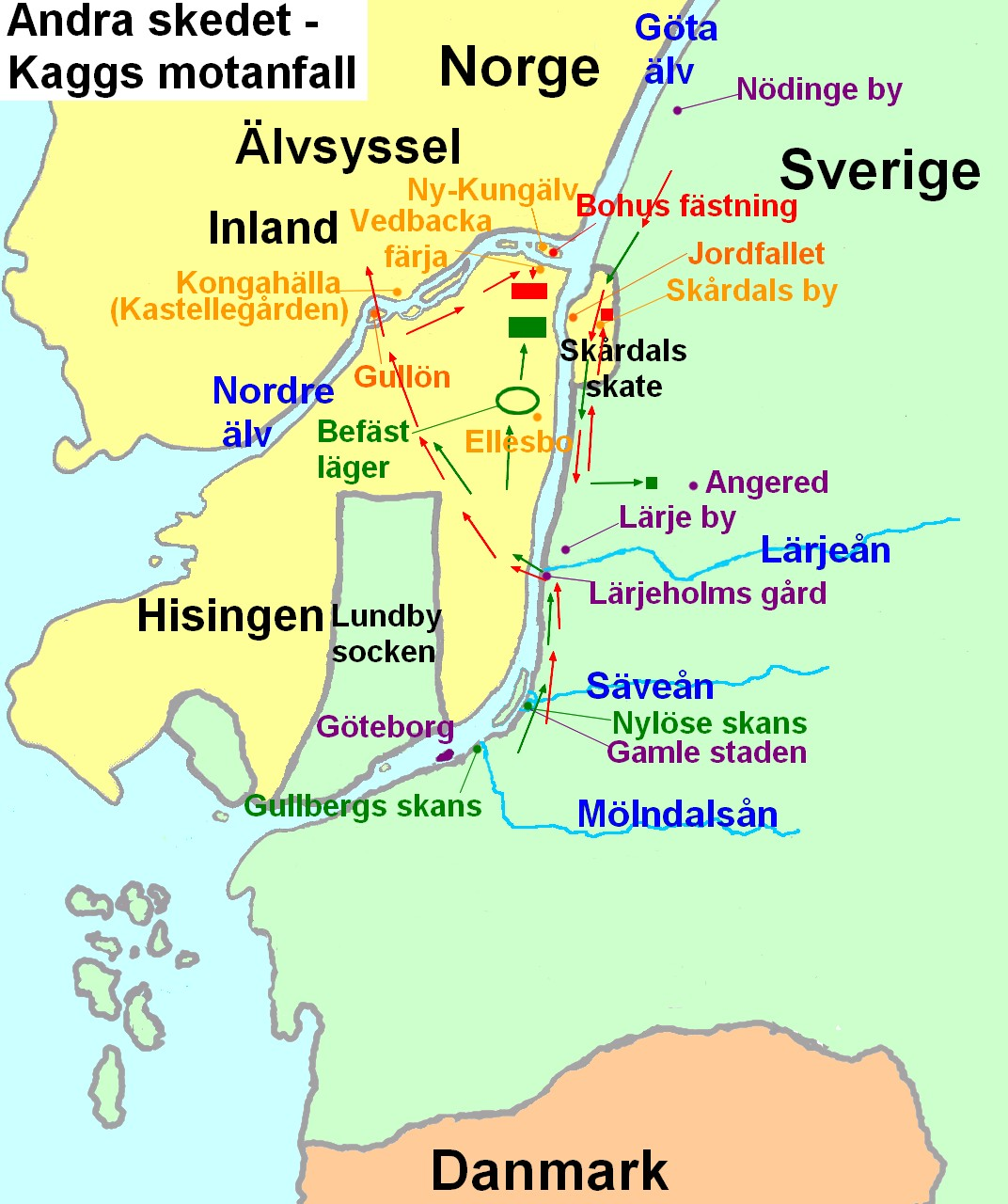
Slagets senare skede. Svenska förflyttningar i grönt, norsk-danska i rött.

I gryningen den 5 augusti ryckte svenskarna fram mot hornverket på flottbrons östra sida vid Lärje. Sehested försökte att förstärka dragonerna med 400 man fotfolk, men då svenskarna nu också började beskjuta både hornverket och älvens västra strand med 12-, 18- och 20-punds kanoner kunde ingen från Hisingen närma sig bron, och vid det fjärde anfallet mot hornverket lämnade dragonerna sina ställningar och lossade flottbrons förtöjningar. Sehesteds trupper marscherade via Backa och Säve tillbaka till Gullön på norra Hisingen, där kavalleriet också gick över Nordre älv medan fotfolk och dragoner besatte en bergshöjd vid färjehuset sydväst om Bohus fästning, i skydd av dess kanoner. Då svenskarna hade tagit sig över Göta älv vid Lärje i mindre grupper med båtar och pråmar började de förfölja Sehesteds trupper över Hisingen. När flottbron åter hade kommit på plats gick den svenska huvudstyrkan över och den bestod slutligen av cirka 1 000 man kavalleri, 350 dragoner och cirka 1 000 man fotfolk samt artilleri. Trupperna stannade i slagordning utan att anfalla de dansk-norska ställningarna uppe på bergshöjden vid färjehuset, och Sehested utnyttjade tillfället att under den kommande natten dra tillbaka alla sina trupper från Hisingen för att inte få dem drivna ut i Nordre älv av svenskarna.
I dagbräckningen den 6 augusti ryckte svenskt infanteri och dragoner fram och intog den nu oförsvarade höjden nära Vedbacka, vid färjehuset. Därefter började de svenska trupperna att driva bort ett antal kor vid älven som hisingsbönderna hade fört dit, i skydd av Bohus kanoner. För att hindra detta beordrade Sehested 300 man fotfolk under överstelöjtnant Ziegler, och 150 fyrrörer under kapten Jörgen Bjelke att sättas över till färjehuset och en långvarig eldstrid började. Efter att ha fått förstärkningar erövrades höjden vid färjehuset av de dansk-norska trupperna, men återtogs av svenskarna som senare också fått förstärkning. Slutligen drog sig Zieglers trupper tillbaka ner mot älven vid färjehuset och general Kagg sände då delar av sitt kavalleri till attack för att sopa bort dem. Då det fanns cirka 15 bestyckade mindre fartyg liggande på älven gick de svenska ryttarna in i en så kraftig kanon- och musköteld att de måste avbryta anfallet och återigen ta skydd bakom höjderna vid färjehuset.
 En svensk styrka som försökte gå längs älven för att komma i ryggen på Zieglers soldater besköts också från fartygen. Efter den långvariga eldstriden drog sig svenskarna tillbaka till ett befäst härläger vid Ellesbo, som Sehesteds trupper hade låtit göra tidigare under kriget. Generalmajor Kagg begärde att få två timmars vapenvila för att hämta sina döda, vilket beviljades av Sehested. Hans dansk-norska trupper hade återigen besatt höjderna vid färjehuset och började förskansa sig där. 

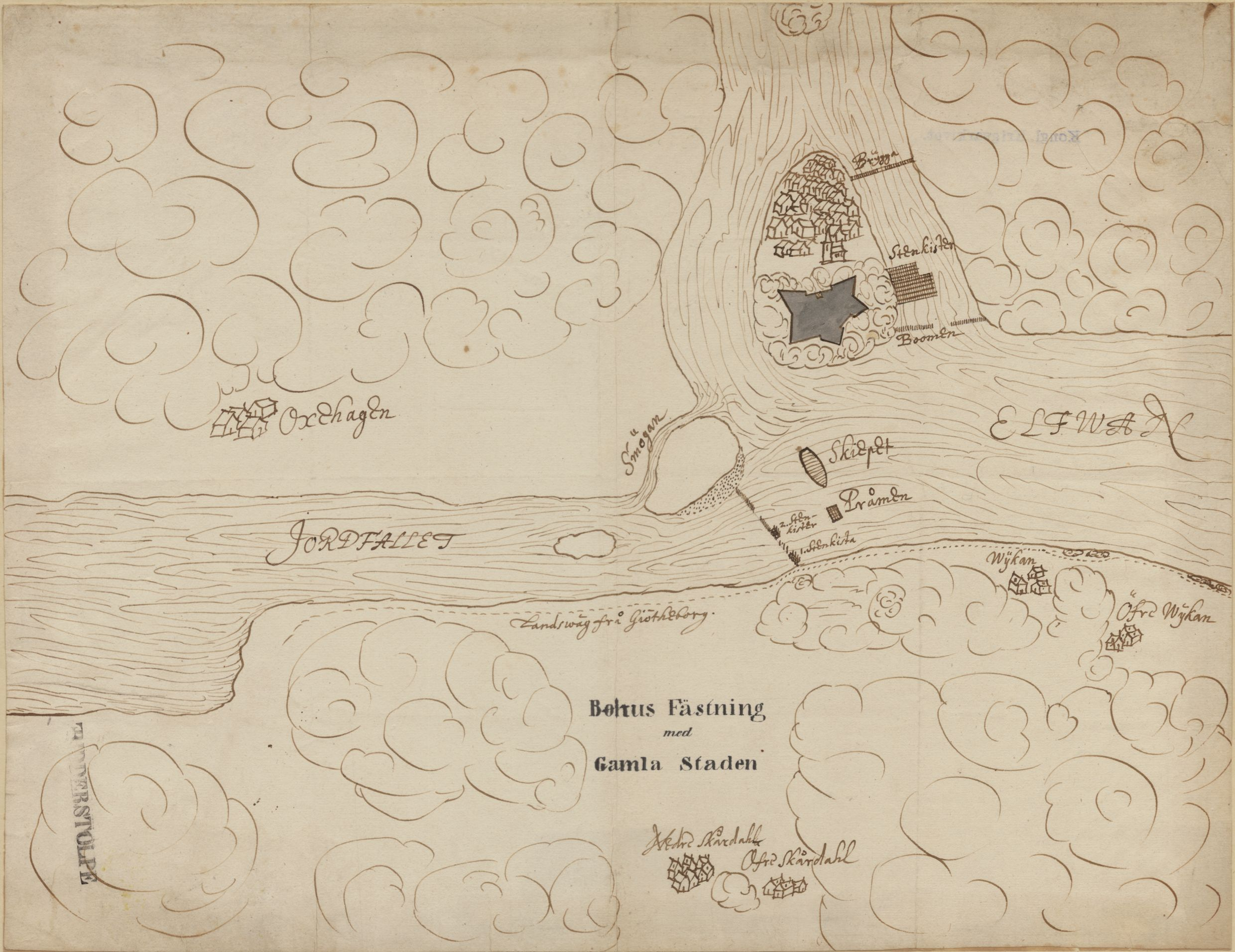
Svensk kartskiss över det yttre försvaret runt Bohus fästning, sedd från svenska östra stranden av Göta älv 1645.

Förlusterna var enligt Kagg 30 döda och cirka 60 sårade på svensk sida, varav cirka 40 var skadade av svenska vapen. Dessutom hade ryttmästare Erik Uggla tagits tillfånga, efter att ha slagits ner från hästen av en norsk soldat. Överstelöjtnant Carl Gyllenstierna vid dragonerna hade fått tre muskötkulor genom kläderna och hatten, innan en fjärde kula träffade i skulderbladet. Överstelöjtnant Börje Nilsson Drakenberg vid Västmanlands regemente blev träffad av en muskötkula strax ovanför hjärtat, som gick ut i ryggen. Han överlevde och blev så småningom bland annat kommendant på Bohus fästning. Sehested anger 30 döda och drygt trettio sårade bland sina soldater.
Den 7 augusti försökte svenskarna återigen att driva bort de norsk-danska soldaterna från höjderna vid fäjehuset och mindre strider förekom, utan att svenskarna lyckades. Efter mörkrets inbrott natten till den 8 augusti lät Sehested återigen utrymma Hisingen och då Kagg försökte göra ett nattligt anfall, fann svenskarna bergshöjden helt oförsvarad.

## Efterspel
Sehested lät under de närmaste dagarna tre fregatter och tre galärer patrullera i Nordre älv mellan Bohus fästning och Sjöhed i Harestads socken, för att hindra svenskarna att gå över Nordre älv. Svenskarna flyttade samtidigt bron vid Lärje upp till Skårdal för att förenkla vakthållningen. Natten till den 13 augusti anföll och intog svenskarna en redutt vid sänkverket i Göta älv intill Bohus fästning. På morgonen återtogs redutten efter häftig beskjutning från båtar och kanonpråmar i älven. På morgonen den 13 augusti började svenskarna beskjuta staden Ny-Kungälv på fästningsholmen med glödande kanonkulor från Hisingssidan. Stora delar av staden sattes i brand under dagen.
Iver Krabbes avdelning från Kungsbacka ryckte den 14 augusti slutligen fram norrut mot Gullberg, men blev hindrad av svenskarna som med tre kompanier kavalleri och tre kompanier dragoner höll vakt nära Gamlestaden. Efter en kort strid vände Krabbes styrka tillbaka söderut. Efter att Kagg hade beskjutit Bohus fästning under flera dagar från långt håll och med ganska verkningslöst artilleri, gavs 48-timmars vapenvila den 18 augusti. Innan denna hade löpt ut kom beskedet om att fred hade slutits vid Brömsebro den 13 augusti, samma dag som Ny-Kungälv brändes.

## Om källorna
De mest detaljerade källorna nedan, den norske kaptenen C.O. Munthe och svenske historikern Vilhelm Vessberg, har ofta olika åsikter om händelseförloppet under Sehesteds anfall, även då man utgår ifrån samma samtida brev och skrivelser. Enligt Munthe gick Sehested inte över Säveån med sin huvudstyrka, enligt Vessberg var Sehesteds styrka uppställd i slagordning nedanför Nya Lödöse. Enligt Vessberg genomförde Harald Stake ett kavallerianfall från Härlandavägen, enligt Munthe är det ett missförstånd, och så vidare.